# Spyro the Dragon (відеогра)
Spyro the Dragon — відеогра жанру 3D-платформер для PlayStation, перша у серії Spyro the Dragon. Розроблена Insomniac Games та випущена у 1998 році.
В центрі сюжету знаходиться дракончик Спайро, який рятує інших драконів, перетворених Страшним Гнорком (англ. Gnasty Gnorc) на статуї.

## Сюжет
Одного разу в Королівстві Драконів його жителі обговорювали в інтерв'ю істоту Страшного Гнорка. Той, хоч і жив далеко, побачив це по телевізору, розгнівався, і чаклунством обернув всіх драконів на кристалічні статуї. Закляття не подіяло тільки на маленького дракона Спайро. Разом з другом, бабкою Спарксом, він вирушив на пошуки способу повернути драконів до нормального стану і повернути розкрадені прислужниками Гнорка скарби.